# Port Erin
Port Erin (Manx-Gaelisch: Purt Çhiarn) is een plaats op het Britse eiland Man.

## Locatie
Port Erin ligt in het zuiden van Man. De hoofdstad Douglas ligt op 20 kilometer in het noordoosten. De op twee na grootste plaats, Peel, ligt op 16 kilometer in het noorden. De op een na grootste plaats, Ramsey, ligt op 36 kilometer in het uiterste noordwesten. Castletown ligt op 7 kilometer in het zuidoosten.
De weg A5 verbindt Port Erin met Douglas. De A7 met Ballasalla, de A32 met Ballachurry en de A36 met South Barrule.

## Sport
De voetbalclub Rushen United FC speelt zijn thuiswedstrijden in Port Erin.

## Galerij

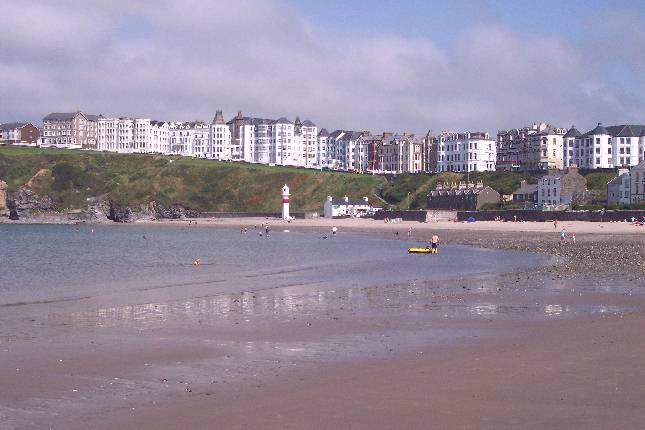
Port Erin vanaf de zee gezien.
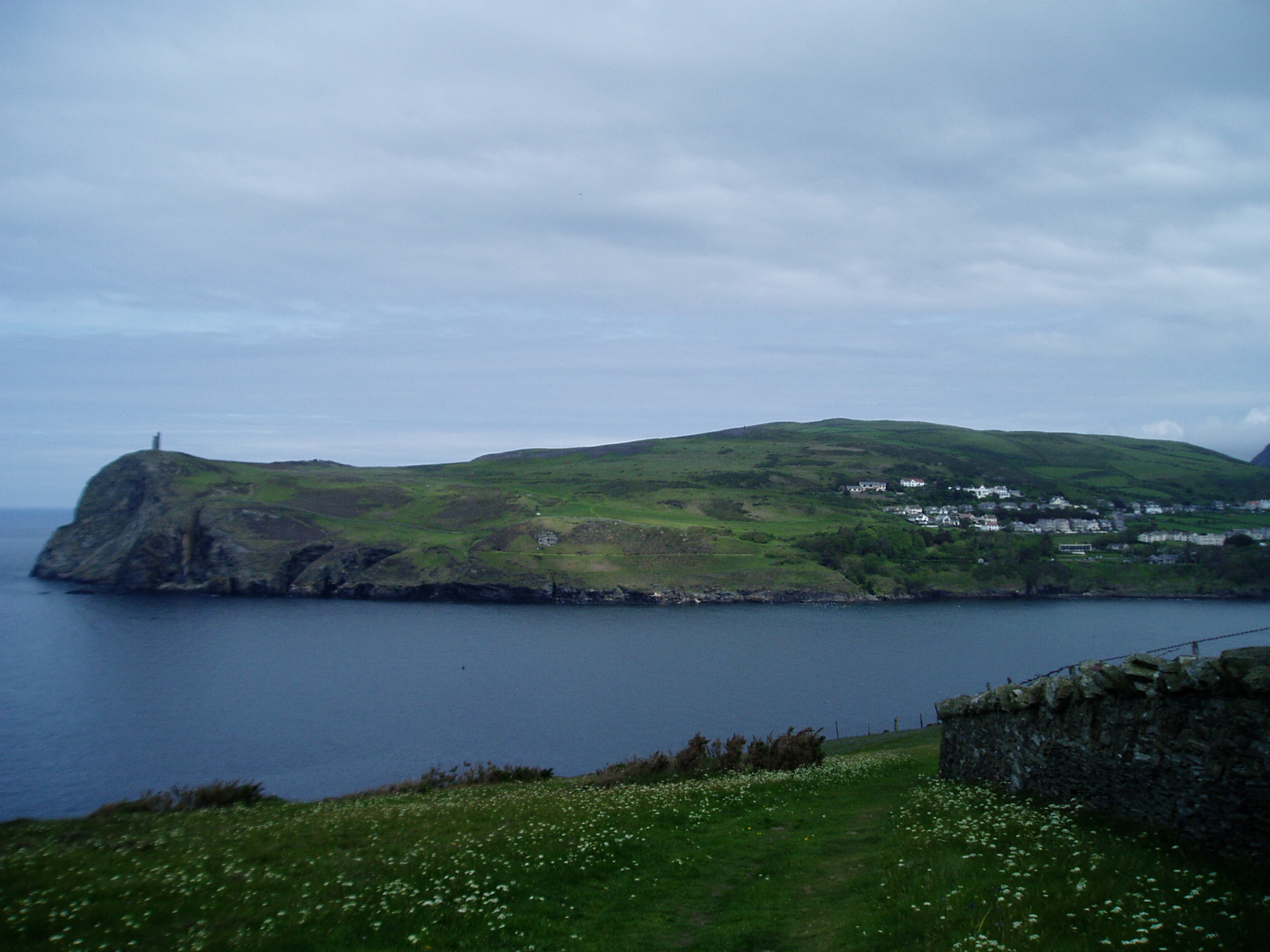
Bradda Head, een klein rotseilandje voor de kust van Port Erin.
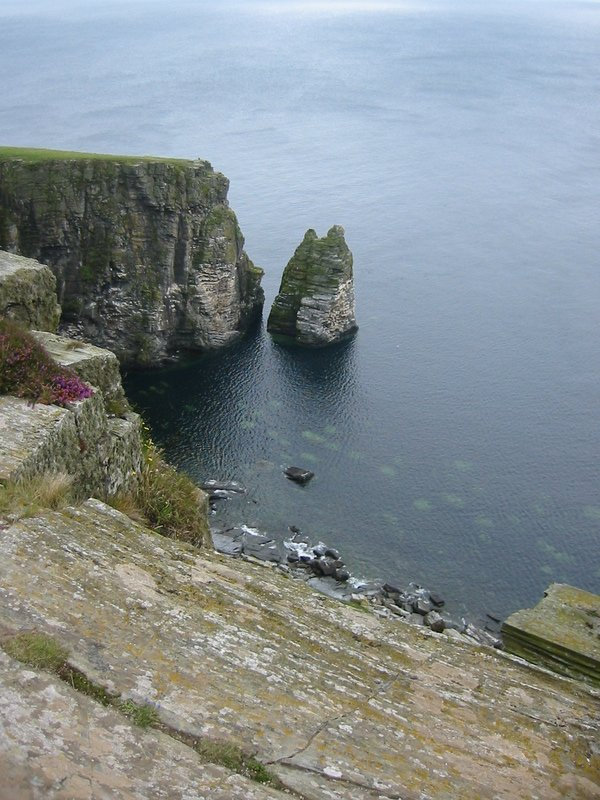
Stenen bij de kliffen.